# Katholische Kliniken Ruhrhalbinsel
Die Katholischen Kliniken Ruhrhalbinsel sind ein Krankenhausträger mit Sitz in Essen. Sie sind seit 2014 ein Teil der Gruppe Contilia.
Zu ihm zählen
- das St. Josef-Krankenhaus Kupferdreh,
- das St. Elisabeth-Krankenhaus Niederwenigern und
- die Fachklinik Kamillushaus Heidhausen

mit insgesamt 473 stationären Betten sowie 65 Betten in der ambulanten Sucht-Rehabilitation. In den neun Kliniken und sechs medizinischen Zentren werden jährlich rund 42.000 Patienten stationär, teilstationär und ambulant behandelt.
Das dazugehörige Seniorenzentrum St. Josef Kupferdreh im Essener Stadtteil Kupferdreh besitzt 114 Pflegeplätze. Es hat seine Schwerpunkte in der Gerontopsychiatrie und der Kurzzeitpflege. Seit Herbst 2010 entstanden neben dem Altenkrankenheim 27 betreute Wohneinheiten. Mit dem Neu- und Umbau soll das Konzept „Haus der vierten Generation“ umgesetzt werden.
Die Trägergesellschaft Katholische Kliniken Ruhrhalbinsel gGmbH wurde 1998 gegründet. Seit 2014 hält die Contilia GmbH 93,9 % der GmbH-Anteile, weitere Gesellschafter sind die St. Elisabeth-Stiftung Essen (4,8 %) und die Stiftung St. Marien-Hospital zu Mülheim an der Ruhr (1,2 %).